# Missa brevis in F (Haydn)
De Missa brevis in F (Hob. XXII:1) is een mis gecomponeerd door Joseph Haydn in 1749 in Wenen toen hij nog lid van het koor van de Stephansdom was, of kort erna. Het is de oudste compositie van Haydn die met zekerheid kan worden gedateerd
Haydn schreef in totaal 15 missen (zie Missen van Joseph Haydn); de Missa brevis in F is de eerste mis die Haydn componeerde.

## Missa brevis
De term missa brevis (mv. missae breves) kan meerdere betekenissen hebben. Letterlijk betekent het korte mis. In het geval van Haydn (maar ook Mozart; zie Lijst van missen van Mozart) gaat het om een in vooral Oostenrijk voorkomend gebruik om tegelijkertijd verschillende delen van lange teksten door verschillende stemmen te laten zingen, met name in het Credo en het Gloria. In tegenstelling tot een missa longa, waarin ook delen met een wisselende tekst zijn opgenomen, bestaat de missa brevis uit de misdelen met een vaste tekst: Kyrie, Gloria, Credo, Sanctus, Benedictus en Agnus Dei.
Naast de Oostenrijkse interpretatie kan de term missa brevis ook andere betekenissen hebben. De term kan ook betrekking hebben op de Franse messe basse (bv. de Messe basse van Gabriel Fauré) of de Duitse Singmesse (bv. de Deutsche Singmesse van Franz Schubert), beide voor lage stemmen met begeleiding. Daarnaast zijn er de Lutherse missen die bestaan uit een Kyrie en Gloria (bv. de vier missae breves van Bach) of uit een Sanctus/Benedictus en Agnus Dei (bv. de Missa canonica van Johannes Brahms)

## Compositie
De authenticiteit van het werk blijkt uit Haydns eigen beschrijvingen. Hij nam het jeugdwerk - hij was 18 jaar toen hij het werk componeerde - in 1798-1799 op in zijn Entwurf-Katalog als Missa brevis in F. a due Soprani. In 1805-1806 schreef hij op de orgelpartij di me Giuseppe Haydn mpria 1749. Hij constateerde daarbij - nostalgisch vertederd? - dat het werk 'een zeker jeugdig vuur' had. Ook in 1805 is begonnen om aan het werk blaasinstrumenten toe te voegen, waarschijnlijk met het oog op publicatie. De partijen voor fluit, twee klarinetten, twee fagotten, twee trompetten en pauken zijn echter niet van de hand van Haydn zelf (misschien van Joseph Heidenreich), maar mogelijk wel met gebruikmaking van Haydns schetsen. De mis is tijdens Haydns leven niet gepubliceerd.
De missa brevis is oorspronkelijk geschreven voor twee sopranen en koor (ATB; in latere bronnen SATB). De instrumentale begeleiding bestaat uit de standaardkerkbegeleiding van twee violen en orgelcontinuo met violone. De typische lijn voor de missa brevis is gevolgd: elk deel van het Ordinarium is als apart deel opgenomen, het Dona nobis pacem herhaalt de muziek van het Kyrie en delen van de tekst in het Gloria en het Credo worden gelijktijdig gezongen.

## Geselecteerde discografie
- Missa brevis in F, solisten, Collegium Musicum 90 Koor en Collgium Musicum 90 o.l.v. Richard Hickox (met de Nelsonmis)(Chandos, CHAN 0645)
- Missa brevis in F, Augsburger Domsingknaben en het Residenz-Kammerorchester o.l.v. Reinhard Kammler (met de Missa Sancti Nicolai en de Missa Brevis Sancti Joannis de Deo)(Deutsche Harmonia Mundi, DHM 77 540)